# Ruptor

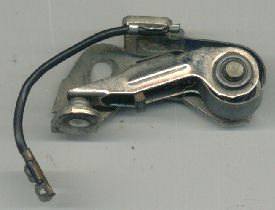
Un ruptor, con los contactos a la izquierda, y en medio el saliente accionado por la leva, para abrir/cerrar los contactos

El ruptor (también llamado platinos, puesto que está formado por dos contactos que solían estar cubiertos de platino) es un elemento de la ignición del motor de encendida por chispa, que interrumpe periódicamente la corriente del primario de la bobina de inducción con el fin de generar un alto voltaje al secundario de la bobina, permitiendo desencadenar una chispa a la bujía alimentada por el distribuidor que causa la explosión al cilindro deseado.
Más conocido como platinos, forma parte del sistema de encendido, abre y cierra el circuito primario de la bobina para crear una corriente de alta tensión en el secundario de esta, que será distribuida a las bujías por el distribuidor, en el orden prescrito produciendo el encendido de la mezcla de aire y gasolina en las cámaras de combustión. El ruptor está en desuso, ya que se sustituyó por los encendidos electrónicos.

## Descripción
El ruptor va fijado sobre una platina basculante, y se acciona mediante una leva giratoria, que actúa sobre el trinquete aislante en el apoyo del contacto con su resorte. El contacto fijo va solidario con un apoyo (ajustable), que también lleva un condensador (que sirve para atenuar la chispa que se produce en el ruptor y para reducir su desgaste).
La leva gira a una velocidad igual a una revolución por ciclo del motor, provocando un número de chispas igual al número de explosiones de un ciclo (dependiente del número de cilindros).
En el caso de motores de más de un cilindro, suele haber un solo ruptor, con una distribución de la chispa a los cilindros mediante la tapa y la pipa del Delco (tecnología convencional en los coches) o diferentes ruptores asociados con un mayor número de bobinas (por ejemplo, en los V6, V8 ...).
puede haber uno o más ruptores en un motor (uno para cada bobina). Los motores modernos ya no hacen uso de ruptores que han sido sustituidos con una encendida electrónica más precisa, a menudo junto con una bobina por cada bujía (bobina de lápiz).